# Apamea clandestina
Apamea clandestina là một loài bướm đêm trong họ Noctuidae.